# Tondera House no Daibōken
A Casa Voadora (トンデラハウスの大冒険, Tondera Hausu no Daibōken) é uma série de 52 episódios de anime produzida pela Tatsunoko Productions transmitida entre abril de 1982 e março de 1983 na TV Tokyo. Ao mesmo tempo, CBN e Tatsunoko também produziram uma série relacionada chamada Superlivro . 
A série narra os acontecimentos da Bíblia , o Novo Testamento em seus 52 episódios, que, foi ao ar a partir do 5 de abril de 1982 a 28 de Março de 1983 . Foi a série complementar da série animada The Super Book.

## Exibição Internacional
A série foi exibida na TV Tóquio, CBN Cable (agora ABC Family). Nos Estados Unidos, foi previamente transmitido na Trinity Broadcasting Network, na rede TBN Smile of a Child, que também está transmitindo na Rede NRB (National Religious Broadcasters). Também foi transmitido em vários canais latino-americanos, como na Colômbia, que foi exibido na Cadeia 2 de Inravisión de 1987 a 1991 na linha de quinta-feira às 16h30 em “Especiales Infantiles” de Jorge Barón Televisión depois por canal 3 em 1994, no Peru, foi emitido Panamericana Television também no início dos anos 90.
No Brasil, O VHS foi lançado pela Carrossel Vídeo e pelo DVD Coleção Bíblia para Crianças, a TV Ulbra também o exibe, A Rede Super exibe-o na sessão Super Animado.

## Outros Títulos
- Francês: La maison volante
- Alemão: Fliegendes Haus
- Espanhol: La casa voladora
- Russo: Летающий дом
- Ucraniano: Літаючий будинок
- Romeno: Casa Zburătoare
- Dinamarquês: Det Flyvende Hus
- Húngaro: A repülő ház
- Mongol: Нисдэг байшин
- Hebraico: הבית המעופף
- Inglês: Flying House

## Elenco Original
Azuchi Gen (Justin Casey)
Voz - Satomi Majima
Kanna Natsuyama (Angela Roberts)
Voz- Sanae Takagi
Dr. Tokio Machimu (Professor Humphery Bumble)
Voz- Yoshito Yasuhara
Candentin
Voz- Kyoko Tonmiya
Tsukubo
Voz- Luna Akiyama
Jesus Cristo
Voz - Jun Sumi
Aaron
Voz- Seiko Nakano
Pedro
Voz- Mitsuo Senda
Discípulo de Jesus.
João
Voz- Akira Murayama
Discípulo de Jesus.
André
Voz- Takeshi Ono
Discípulo de Jesus.

## Dubladores do Brasil
- Justin Casey (Márcia Gomes)
- Angela Roberts (Ivete Jayme)
- Corky Roberts (Thelma Lúcia)
- Professor Humphery Bumble (Renato Márcio)
- Saike (SIR) (Zezinho Cutolo)